# Tadeusz Wański
Tadeusz Wański (ur. 27 października 1894 w Środzie Wielkopolskiej, zm. 17 grudnia 1958 w Gdyni) – polski fotografik, jeden z najwybitniejszych polskich przedstawicieli piktorializmu.

## Życiorys
W 1912 roku ukończył gimnazjum w Wągrowcu. Jego pasja fotograficzna rozpoczęła się w 1922 roku w Poznaniu, gdzie też zajmował się przedsiębiorczością. Był współwłaścicielem firmy handlującej kawą i herbatą (od 1936 roku kierował oddziałem tej firmy w Gdyni). W 1923 roku później zdobył brązowy medal  na wystawie fotograficznej „Światłocień” w Poznaniu. W 1926 roku został członkiem Towarzystwa Miłośników Fotografii w Poznaniu, a w 1930 roku został jego prezesem. Był także współzałożycielem i członkiem dożywotnim Fotoklubu Polskiego. 
Tworzył przede wszystkim romantyczne pejzaże o charakterystycznym, miękkim rysunku. Ponadto interesował się fotografią architektury (fotogramy z Poznania, Gdańska, Gdyni, Kazimierza i Warszawy). Stosował tzw. szlachetne techniki fotograficzne: gumę, pigment i bromolej. Zdobył wiele wyróżnień, dyplomów i nagród na polskich i zagranicznych wystawach fotograficznych (m.in. w Lucernie, Bostonie, Budapeszcie, Wiedniu, Ottawie i Zagrzebiu) w latach 1926–1937.
W czasie okupacji przebywał w Gdyni, działalność konspiracyjna sprawiła, że musiał opuścić miasto, do którego powrócił w roku 1945.
W 1947 roku został członkiem Polskiego Towarzystwa Fotograficznego w Warszawie i Gdańsku, a od 1949 roku był członkiem Związku Polskich Artystów Fotografików. Razem z dwójką innych fotografów: Tadeuszem Cyprianem oraz Bolesławem Gardulskim założył ugrupowanie o nazwie „Trójlistek”. Za działalność na polu fotografii wyróżniony zaszczytnym tytułem Honoraire Excellence FIAP (HonEFIAP) w 1957.
Zmarł po ciężkiej chorobie 17 grudnia 1958 roku w Gdyni i został pochowany na cmentarzu witomińskim (sektor 61-3-2).

## Ordery i odznaczenia
- Złoty Krzyż Zasługi (dwukrotnie: 31 stycznia 1939[4] i 1955)